# بردولل (تشيشير)
بردولل (بالإنجليزية: Bradwall)‏ هي قرية وأبرشية مدنية تقع في المملكة المتحدة في إنجلترا. يقدر عدد سكانها بـ 182 نسمة .